# Arnold Schuster
Arnold L. Schuster (1927 – 8 de marzo de 1952) fue un vendedor de ropa y detective aficionado estadounidense conocido por su participación en la captura del ladrón de bancos Willie "The Actor" Sutton y por su posterior asesinato por parte de la familia criminal Gambino, asociados de Sutton, o por alguno de los sospechosos que la policía interrogó sobre su muerte. Era primo paterno lejano del agente literario y editor de libros M. Lincoln ("Max") Schuster de Simon & Schuster.

## Biografía
Residente de Brooklyn, Nueva York, Schuster de 24 años reconoció al buscado ladrón de bancos Willie "The Actor" Sutton mientras iba en el metro de la ciudad en febrero de 1952. Tras seguirlo hasta un garaje, Schuster rápidamente notificó a la policía lo que resultó en la captura del ladrón cuando este buscaba cambiarle la batería a su automóvil, que estaba estacionado en la calle. 
Luego de recibir una modesta publicidad por parte de la prensa neoyorquina, Schuster fue asesinado frente a su casa el 8 de marzo de 1952 con dos disparos en la ingle y uno en cada ojo. Aunque se inició una búsqueda inmediatamente por la policía, su búsqueda no logró detener a nadie. Finalmente el asociado de Sutton y uno de los diez fugitivos más buscados por el FBI Frederick J. Tenuto fue sospechoso del asesinato. Tenuto fue identificado por testigos abandonando la escena del crimen. Según el detective Jack LaTorre, más de 300 sospechosos fueron interrogados.

## Muerte y consecuencias
Según el testimonio de 1963 dado por el informante de la Mafia Joseph Valachi, el  jefe de la familia criminal Gambino Albert Anastasia supuestamente ordenó el asesinato de Schuster. Cuando Anastasia vio a Schuster siendo entrevistado en la televisión, supuestamente dijo: "¡No soporto a los chivatos! ¡Matad a ese tipo!" Sin embargo, muchos en la policía se mostraron escépticos. Nadie fue arrestado por el asesinato.
Schuster fue enterrado en el Montefiore Cemetery en Springfield Gardens, Queens.
El patrimonio de Schuster demandó a la ciudad de Nueva York por no protegerlo. Según la ley de ese tiempo, su demanda fue declarada infundada y esta decisión fue confirmada por la corte de apelación (1955). En general, los gobiernos no otorgan protección a los individuos por miedo o cuestiones presupuestarias (entre otras razones). Sin embargo, en un caso ejemplar, la corte más alta de la ciudad revocó la decisión y resolvió que en un caso donde un miembro del público ha brindado la cooperación que la policía solicita, se crea la obligación de la ciudad de proteger a esta persona que da un paso adelante para ayudar a la policía. Schuster v. Ciudad de Nueva York, 5 N.Y.2d 75 (1958). Este importante precedente significa que el caso podía ir a juicio. La ciudad llegó a un acuerdo con la familia por 41,000 dólares, una suma razonablemente alta en ese tiempo, especialmente considerando que la demanda era por la suma aún más exagerada de 1,000,000 de dólares.